# Schubborstdiksnavelmees
De schubborstdiksnavelmees (Paradoxornis guttaticollis) is een zangvogel uit de familie Paradoxornithidae (diksnavelmezen)

## Verspreiding en leefgebied
Deze soort komt voor van noordoostelijk India tot noordwestelijk Thailand en zuidelijk China.

## Status
De grootte van de populatie is niet gekwantificeerd maar de soort wordt omschreven als wijdverspreid en algemeen in geschikt habitat. Op de Rode lijst van de IUCN heeft deze soort de status niet bedreigd.